# 二見村 (新潟県)
二見村（ふたみむら）は、かつて新潟県佐渡郡に存在した村。

## 地理
- 島嶼:佐渡島

## 沿革
- 1889年（明治22年）4月1日 - 町村制施行に伴い、雑太郡二見村、米郷村、稲鯨村、橘村、高瀬村、大浦村、鹿伏村が合併し、二見村が成立。
- 1896年（明治29年）4月1日 - 郡の統合により佐渡郡に所属[1]。
- 1901年（明治34年）11月1日 - 大字鹿伏が分離され、佐渡郡相川町、金泉村の一部（大字下相川）と合併し相川町を新設。
- 1954年（昭和29年）3月31日 - 佐渡郡相川町、金泉村と合併し、相川町を新設して消滅。